# Трендафил Марулевски
Трендафил Станков Марулевски е виден и деен български анархист, партизанин, политически затворник и емигрант във Франция.

## Биография
Роден е през 1919 година в град Дупница в бедно, но бунтарски настроено семейство на македонски бежанци. Баща му Станко е от село Марулево, а майка му е от село Влахи. Двете семейства бягат от жестокостите и ужасите на турското робство, преминават в свободна България и по случайност баща му Станке и майка му Елена се запознават.
Още като младеж се включва с тримата си братя в трудовата дейност и тежкият живот подтиква наблюдателното момче към размисъл за несправедливото устройство на обществото и причините, които водят до това. Сам стига до извода, че за да постигне нещо, човек трябва да се бори. Житейският му път е изпъстрен с опасни, драматични и често трагични събития. По време на Втората световна война е подложен на преследвания като антифашист, става нелегален и продължава борбата, като заменя словото с оръжие. Включва се в Рилския партизански отряд на Желю Демиревски, с когото се познават от училищната скамейка. В отряда е неговата приятелка Петра Лисичкова от Дупница, също анархистка, която загива в сражението при село Еремия през 1944 година.
В годините между 1944 и 1946 активно се занимава с делата на Дупнишкото читалище. След това от местната партийна организация на БКП го изгонват и Трендафил се мести в София. В края на 1948 г., по време на масираните погроми над анархистическото движение, три месеца е следствен в Държавна сигурност и Централния софийски затвор. Подложен е на пълната процедура от изтезания и мъчения по време на следствието, след което е осъден на една година затвор.
Бягство от България осъществява с помощта на лодка в областта на град Триест. Сетне като политически емигрант във Франция Трендафил Марулевски създава семейство и дълги години пише семейна хроника – история за семейството му от 1876 г. и след това. След смъртта му през 2009 г. дъщеря му Елена и синът му Станко, когато във връзка с продажбата на жилището му подреждат архива му, откриват ръкописа на тази хроника. Днес книгата има патент за авторско право и е издадена на български език под литературната корекция на Костадин Зяпков. Творението на Тренчо, както го наричаха близките приятели, не се разпространява в магазините за книги. То се подарява на желаещите чрез сайта на Федерация на анархистите в България, издател на книгата.
Трендафил Станков Марулевски и неговата жена са погребани в гробището „Пер Лашез“ в град Париж.

## Издания
- Марулевски, Трендафил. Отвъд границите. София. Федерация на анархистите в България. 2021. ISBN 978-619-188-526-8 [2]